# Hawkeye (Kate Bishop)
Hawkeye (Kate Bishop) is een fictieve superheld uit de strips van Marvel Comics, die ook lange tijd lid was van de Avengers en Young Avengers. Zij werd bedacht door Allan Heinberh en Jim Cheung, en verscheen voor het eerst in Young Avengers #1 (april 2005). Bishop is het derde karakter en eerste vrouw die onder de naam "Hawkeye" bekend stond, na Clint Barton en Wyatt McDonald. Het kostuum van Bishop heeft patronen van de eerste Hawkeye en van Mockingbird.
Net als DC Comics’ Green Arrow, is Hawkeye een gekostumeerde boogschutter, die een groot aantal verschillende pijlen als wapens gebruikt.

## Biografie
Kate Bishop als Hawkeye verscheen als eerste "Young Avengers" #1 (april 2005) en was bedacht door schrijver Allan Heinberg en artiest Jim Cheung. Ze nam de mantel van Hawkeye over nadat de originele Hawkeye als Clint Barton was overleden in Avengers #502.
Samen met Clint Barton verscheen Bishop in de serie Hawkeye (2012) van Matt Fractuon en David Aja. Hierna verscheen vervolgens in de "Young Avengers" (2013) serie van Kieron Gillen en Jamie McKelvie. De volgende verschijning van Bishop was in de  All-New Hawkeye (2015) serie van Jeff Lemire en Ramon Perez, opnieuw ontworpen door Leonardo Romero.
In 2016 verscheen Bishop in haar eigen "Hawkeye'" boek geschreven door Kelly Thompson, beginnend in 2016 als onderdeel van Marvel Now!. In begin 2018 werd het boek na een 16de editie beëindigd. Vervolgens kwam Thompson met de Young Avengers strip met Bishop als teamleider. Ze vormde het team samen met Gwenpool en gaat over dat de twee Jeff the Land Shark adopteren.
Vanaf september 2021 verschenen Bishop en Gwenpool in Jeffs soloserie getiteld It's Jeff! en geschreven door Thompson, Gurihiru en uitgebracht op Marvel Unlimited. In 2025 verschenen Kate en Jeff in een gastrol in de serie Gwenpool (2025) van schrijver Cavan Scott en artiest Stefano Nesi, dat zich focust op Gwen Poole en Peter Parker die Gwen Stacy confronteren.
In november 2021 verscheen de vijfdelige serie Hawkeye: Kate Bishop door Marieke Nijkamp en Enid Balám, dat zich afspeelt na West Coast Avengers (2018). Dit kwam overeen met de introductie van Bishop in het Marvel Cinematic Universe in de televisieserie Hawkeye (2021).

## In andere media

### Marvel Cinematic Universe
In 2021 verscheen Bishop voor het eerst in het Marvel Cinematic Universe in de televisieserie Hawkeye. Ze werd hierin gespeeld door Hailee Steinfeld en als kind door Clara Stack. Bishop was hierin de dochter van Eleanor en Derek Bishop. Haar vader werd gedood tijdens de Battle of New York in The Avengers. Tijdens diezelfde gevecht werd Bishop gered door Clinton Barton waarna ze zijn grootste fan werd. Op 22-jarige leeftijd nam ze de mantel van Ronin aan om zichzelf te verbergen. Tijdens haar ontsnapping redt ze de golden retriever Lucky. Ze ontmoet Clint Barton die ze helpt de Tracksuits uit te schakelen en het plan van Kingpin te verijdelen. Variety meldde dat Bishop in meerdere toekomstige film van het MCU zal verschijnen.
In The Marvels maakte Bishop een gastoptreden. Ze werd door Kamala Khan gerekruteerd voor een nieuw superheldenteam waarin naast Khan en Bishop, ook Cassie Lang, de dochter van Ant-Man deel van uit moest gaan maken.
Alternatieve versies van Bishop verschenen in de animatieseries What If...? en Marvel Zombies.